# 화이트 폭스 (마블 코믹스)
화이트 폭스(영어: White Fox)는 마블 유니버스에 등장하는 가공의 대한민국 슈퍼히어로이다. 본명은 한아미이며, 2014년 대한민국 다음 웹툰 '어벤저스: 일렉트릭 레인'(Avengers: Electric Rain)에서 처음으로 등장했다. 화이트 폭스는 웹툰에서 큰 인기를 얻었고, 이후 미국 만화 시장에 도입되었다. 미국 만화 시장에 화이트 폭스가 처음 도입된 것은 그녀가 2015년 '컨테스트 오브 챔피언즈'(Contest of Champions)에서였다. 화이트 폭스는 2016년부터 2017년까지 데드풀, 시빌 워 II 등 다른 만화에도 짧게 등장했다. 2019년부터 화이트 폭스는 도미노: 핫샷즈와 에이전트 오브 아틀라스에서 정기적으로 등장하고 있다.
한아미는 마지막 구미호로, 구미호는 모습을 바꿀 수 있는 꼬리가 9개 달린 여우 종족이다. 또한 한아미는 대한민국 국가정보원에 소속되어 있다. 구미호 능력을 통해 한아미는 자신을 화이트 폭스로 바꿀 수 있다. 화이트 폭스로 변했을 때 한아미는 감각이 더 발달하고, 동물들과 소통을 할 수 있으며 접을 수 있는 손톱을 가지게 된다.

## 다른 매체
- 화이트 폭스는 마블 퓨처파이트에서 플레이 가능한 캐릭터이다.[9]

## 같이 보기
- 크레센트와 이오
- 루나 스노우
- 아마데우스 조